# Copa Alberto Spencer
La Copa Alberto Spencer fue un torneo nacional de fútbol oficial organizado por GolTV y avalado por la Liga Pro y por lo tanto no reconocido por la Federación Ecuatoriana de Fútbol. Se disputó por primera y única ocasión en 2019, saliendo campeón el Barcelona de Guayaquil.

## Palmarés
| Temporada | Campeón   | Resultado | Subcampeón    | Semifinalistas | Semifinalistas |
| --------- | --------- | --------- | ------------- | -------------- | -------------- |
| 2019      | Barcelona | 1:0, 1:1  | Liga de Quito | Aucas          | Emelec         |

## Títulos por equipo
| Equipo    | Títulos | Subtítulos | Semifinales | Campeonatos |
| --------- | ------- | ---------- | ----------- | ----------- |
| Barcelona | 1       |            |             | 2019        |
| LDU       |         | 1          |             |             |
| Aucas     |         |            | 1           |             |
| Emelec    |         |            | 1           |             |

## Goleadores por edición
| Año  | Jugador         | Club      | Goles |
| ---- | --------------- | --------- | ----- |
| 2019 | Ángelo Quiñónez | Barcelona | 4     |